# الناصر قريب الله
الناصر قريب الله
ولد عام 1918 م لاسرة راسخة القدم في العراقة الدينية والتصوف جده الشيخ احمد الطيب مؤسس الطريقة السمانية بالسودان قرأ القرآن في خلوة والده الشيخ قريب الله والتحق بالمعهد العلمى بأمدرمان كما تتلمذ على عبد العزيز الدباغ في مجلسه العلمي بأم درمان.
- التحق بالعمل بالتدريس في العام 1942م وانتقل للأبيض مدرسا للغة العربية بمدرسة النهضة.
- في العام 1945 انتقل للتدريس بالمدرسة الأمريكية.
- عام 1951م اتجه إلي بورتسودان لتدريس اللغة العربية بمدرسة الكاثوليك، وظل بها حتى وفاته أواخر 1953م.
- صدر بعد وفاته ديوان «الناصريات» يضم بين دفتيه الأعمال الكاملة [1]

## قالوا عنه
- اتسم شعره بالرومانتيكية والحزن والاتجاه إلى الطبيعة كما اتسم بالخيال وكان من ابرز تلاميذ الشاعر التجاني يوسف بشير الذي يعد من اعلام المدرسة التجديدية.
- عانى الشاعر في حياته القصيرة كثيراً من الآلام والشقاء خاصة بعد فقد والده عام 1936، كما لم يجد من أساتذة المعهد العلمي تفهمًا لنزعته الثائرة التجديدية، وقد عانى شظف العيش والحرمان بسبب توزعه بين حياته وشعره. كان يهرب إلى نفسه طلباً للنجاة من واقع ضاغط، ولكنه يعود إلى مجتمعه، وهو في تعبيره عن ألمه الشخصي الطاغي على شعره يستشعر آلام مجتمعه من خلال آلامه الخاصة، وهو في كل ذلك مجدد في معانيه وأفكاره مع احتفاظه بالجزالة ومتانة الأسلوب، التي اكتسبها من دراسته بالمعهد، وحفظه للشعر القديم.[2][3]

## وصلات خارجية
- معجم البابطين لشعراء اللغة العربية في القرنين 19-20